# John Enos III
John Enos III est un acteur américain, né le 12 juin 1962 à Boston, Massachusetts, aux États-Unis.

## Filmographie
Source principale de la fiche technique :

### Cinéma
- 1992 : Out of Control d'Ovidio G. Assonitis et Robert Barrett : Dial
- 1992 : La mort vous va si bien (Death Becomes Her) de Robert Zemeckis : garde du corps de Lisle
- 1993 : Demolition Man de Marco Brambilla : un prisonnier
- 1994 : F.T.W. de Michael Karbelnikoff : Joe Palmieri
- 1994 : Unveiled de William Cole : un voyou
- 1995 : Ripple de Jonathan Segal
- 1995 : Till the End of the Night de Larry Brand : Drew D'Arcy
- 1996 : Dead of Night de Kristoffer Tabori : Woods
- 1996 : The Size of Watermelons de Kari Skogland : Leonard
- 1996 : Red Shoe Diaries de Philippe Angers (vidéofilm, saison 4, segment Naked in the Moonlight)
- 1996 : Bullet de Julien Temple : Lester
- 1996 : Rock (The Rock) de Michael Bay : pilote du Sea Stallion
- 1997 : Nowhere de Gregg Araki : Drag Queen effrayant #1
- 1998 : A Place Called Truth de Rafael Eisenman : Holden
- 1998 : Blade de Stephen Norrington : videur du Blood Club
- 1999 : Mercenaires (Stealth Fighter) de Jim Wynorski : Larry Ramsey
- 1999 : Me and Will de Melissa Behr et Sherrie Rose (en) : Jack
- 1999 : Personne n'est parfait(e) (Flawless) de Joel Schumacher : Sonny
- 2000 : Red Shoe Diaries : Joey (vidéofilm, saison 3, segment : Mercy)
- 2001 : Point Doom de Art Camacho : Blackie
- 2001 : Dead Sexy de Robert Angelo : Blue Dresden (vidéofilm)
- 2002 : Love Thy Neighbor de Nick Gregory : Chuck
- 2002 : Redemption of the Ghost de Richard Friedman : Tommy
- 2002 : Phone Game (Phone Booth) de Joel Schumacher : Leon
- 2003 : Hot Parts de Jennifer Marchese (vidéofilm)
- 2004 : The Kings of Brooklyn de Lance Lane : un gars
- 2007 : The Hammer (en) de Charles Herman-Wurmfeld : Steve
- 2007 : Made in Brooklyn de Gregory Alosio, Sharon Angela (en), Jeff Mazzola, Luca Palanca et Joe Tabb : Frank Trimboli / Jerry Wood
- 2007 : Coup de foudre à l'Italienne (en) (Everybody Wants to Be Italian) de Jason Todd Ipson (en) : Gianluca Tempesti
- 2007 : Missionary Man de Dolph Lundgren : Jarfe
- 2008 : Toxic de Alan Pao : Travis (vidéofilm)
- 2008 : The Essence of Depp de Susanne Robbins : John Enos
- 2008 : San Saba (en) de Mike Greene : Jon Timmins
- 2008 : Knocked Down de Ted Collins : un survivant
- 2010 : Toxic

### Télévision
- 1991 : In Living Color (en) de Keenen Ivory Wayans (série télévisée)

 Saison 3 épisode 10 (My Left Foot of Fury (en)) 
- 1993 : Arabesque (Murder, She Wrote) de Peter S. Fischer, Richard Levinson et William Link : Randy Konig (série télévisée)

 Saison 10 épisode 9 (Les Prédictions de Jessica)
- 1995-1996 : Melrose Place (Place Melrose) de Darren Star : Bobby Parezi (série télévisée - VF : Joël Martineau)
- 1996 : Raven Hawk d'Albert Pyun : Marshall Del Wilkes (téléfilm)
- 1996 : {Miami Hustle de Lawrence Lanoff : Matt Conrad (téléfilm)
- 1999 : Rude Awakening de Claudia Lonow (en) : Mike, le videur (série télévisée)

 Saison 2 épisode 6 (Le Chanteur démoniaque)
- 1999 : Sex and the City de Darren Star : M. Cocky (série télévisée)

 Saison 2 épisode 18 (Ex and the City)
- 2000 : Reflets mortels (Murder in the Mirror) de James Keach : Le proxénète (téléfilm)
- 2001 : New York Police Blues (NYPD Blue) de Steven Bochco et David Milch : Frank Russo (série télévisée)

 Saison 8 épisode 18 (La Peur au ventre)
- 2003-2005 : Les Feux de l'amour (The Young and the Restless) de William Joseph Bell et Lee Phillip Bell (en) : Bobby Marsino (série télévisée)
- 2006 : Special Unit de Bryan Cranston : Carlo (téléfilm)
- 2006 : Les Experts : Manhattan (CSI: NY) de Ann Donahue, Anthony E. Zuiker et Carol Mendelsohn : Chuck White (série télévisée)

 Saison 2 épisode 13 (Le Dernier Métro)
- 2007 : In Case of Emergency de Howard J. Morris : le gros gars (série télévisée)

 Saison 1 épisode 2 (Réveil difficile)
- 2008 : Requins : L'Armée des profondeurs (Shark Swarm) de James A. Contner : Kane Markus (téléfilm)
- 2008 : Hors circuit (Finish Line) de Gerry Lively (de) : Carl Stemmings (téléfilm)
- 2008 : Des jours et des vies (Days of Our Lives) de Ted Corday (en), Betty Corday (en), Irna Phillips et Allan Chase : voix du présentateur (série télévisée)

épisode 10888
 épisode 10889 